# Heliactinidia caerulescens
Heliactinidia caerulescens is een nachtvlinder uit de familie van de spinneruilen (Erebidae), onderfamilie beervlinders (Arctiinae). De soort is endemisch in Colombia.